# 메이저 리그 베이스볼의 선수 목록
다음은 메이저 리그 베이스볼 (MLB)에서 뛴 경험이 있는 선수를 알파벳 별로 구분한 목록이다.

## 목록
- A
- B
- C
- D
- E
- F
- G
- H
- I
- J
- K
- L
- M
- N
- O
- P
- Q
- R
- S
- T
- U
- V
- W
- X
- Y
- Z

## 같이 보기
- 메이저 리그 베이스볼